# Peritoró
Peritoró är en kommun i Brasilien.   Den ligger i delstaten Maranhão, i den nordöstra delen av landet, 1 300 km norr om huvudstaden Brasília. Antalet invånare är 20 274.
Omgivningarna runt Peritoró är huvudsakligen savann. Runt Peritoró är det ganska glesbefolkat, med 26 invånare per kvadratkilometer.